# Mary Priestley
Mary Priestley (geb. 4. März 1925 in London, gest. 11. Juni 2017 in London) war eine britische Musiktherapeutin und gilt als Begründerin der psychoanalytischen Musiktherapie.

## Leben
Mary Priestley wurde als uneheliche Tochter des britischen Schriftstellers John Boynton Priestley und der Pianistin Jane Wyndham-Lewis in London geboren. Es bestand ein Kontakt zu beiden Eltern, die beide weitere Kinder hatten. Priestley wuchs mit Musik auf und bekam 7-jährig ihren ersten Klavierunterricht. Während ihrer Schulzeit fiel sie sowohl durch eine musikalische als auch eine zeichnerische Begabung auf. Sie besuchte deshalb nach der Grundschulzeit eine höhere Schule mit künstlerischer Ausrichtung, wo sie als zweites Instrument die Violine erlernte.
Mit der Invasionsgefahr während des Zweiten Weltkriegs verlegte die Schule ihren Lehrbetrieb nach Herefordshire. Sie erhielt Kompositionsunterricht bei Arthur Villner und gründete mit Freunden ein Streichquartett. Dadurch traf sie ihre spätere Geigenlehrerin Isolde Menges, die sie an das Royal College of Music in London brachte. So kam sie mit 16 Jahren zurück nach London, wo sie auch die Bombenangriffe Hitlers auf London erlebte. Sie studierte Geige (weiter bei Isolde Menges) und Komposition bei Gordon Jacob. Nach Kriegsende besuchte sie eine Violinklasse des Conservatoire de Musique de Genève (Schweiz), wo sie ihren späteren Mann, den dänischen Geiger Sigvald Michelsen, kennenlernte. Nach der Eheschließung 1949 ging das Paar nach Dänemark, wo es nach den Erinnerungen Priestleys zu der Situation kam, dass sie selbst im Probespiel zwar besser abschnitt als ihr Mann, dieser aber eine Stelle als Dirigent erhielt und sie einen Platz in der zweiten Geige. 1951 bekam das Paar männliche Zwillinge, 1954 einen weiteren Sohn. Zweieinhalb Jahre später kam es zur Scheidung, Priestley kehrte nach London zurück und musste aufgrund der dänischen Rechtsprechung die Zwillinge beim Vater lassen. Sie bestritt ihren Lebensunterhalt mit verschiedenen Aufträgen im musikalisch-künstlerischen und kirchlichen Umfeld. Mit Hilfe des Agenten ihres Vaters veröffentlichte sie ein erstes Buch Going Abroad. Aufgrund einer Suchtproblematik ihres Exmannes wurden ihr die inzwischen 13-jährigen Zwillinge zugesprochen und kamen zu ihr nach London.

### Krankheit
Mit teilweise großen Abständen kam es im Leben Priestleys immer wieder zu manischen und depressiven Episoden, erstmals als sie Anfang zwanzig war. Die frühen psychiatrischen Klinikaufenthalte, bei denen sie u. a. mit Insulinschocktherapie und Elektrokrampftherapie behandelt wurde, erlebte sie als traumatisierend. 1968 begann sie dann eine Psychoanalyse und bekam den Impuls, ihrerseits Menschen zu helfen, die an einer Psychose erkrankt sind.

### Musiktherapie
Um 1969 kam sie in Kontakt mit der Musiktherapie, besuchte die Weiterbildung der Londoner Musiktherapeutin Juliette Alvin an der Guildhall School of Music and Drama und begann ihre eigene musiktherapeutische Arbeit an der psychiatrischen Klinik St. Bernhard’s in London, an der bereits mehrere Musiktherapeuten tätig waren. Musikalisch war die Entdeckung der freien Improvisation für ihre spätere Tätigkeit zentral, die Alfred Niemann an der Guildhall School lehrte. 1975 veröffentlichte sie das Buch Music Therapy in Action. welches 1982 auch in deutscher Sprache erschien. Sie arbeitete als Musiktherapeutin in London, führte Lehrmusiktherapien mit Studierenden der Musiktherapie durch und lehrte an verschiedenen Institutionen, auch im Ausland. Von 1978 bis 1980 war sie wiederholt als Gastdozentin am Mentorenkurs Musiktherapie Herdecke tätig, später auch an der Hochschule für Musik und Theater Hamburg.
Die letzten Jahre lebte sie in London im Ruhestand.

## Werk und Rezeption
Mary Priestley gilt als Begründerin der psychoanalytischen Musiktherapie. Sie verstand die Musiktherapie als eine Erforschung des Unbewussten des Patienten mithilfe der freien Improvisation von Therapeut und Patient und führte wesentliche Grundvorstellungen der Psychoanalyse in die Musiktherapie ein, wie z. B. Abwehrmechanismen, Widerstand, das Unbewusste, Vorbewusste und Bewusstsein. Dabei griff sie auf die Theorien von Sigmund Freud, Melanie Klein, Wilfred Bion und Donald Winnicott zurück. Von ihr ging ein wesentlicher Impuls zur Berücksichtigung der Prozesse von Übertragung und Gegenübertragung in musiktherapeutischen Behandlungen aus. Sie führte die Lehrmusiktherapie, vergleichbar der Lehranalyse in der psychoanalytischen Ausbildung, als wesentliches Merkmal der musiktherapeutischen Ausbildung ein, was später zum Standard in vielen nationalen und internationalen Musiktherapieverbänden wurde.
Ihr Einfluss auf die Entwicklung der Musiktherapie in Deutschland entstand zum einen darüber, dass einige der ersten deutschen Musiktherapeuten bei ihr in London lernten, wie z. B. Johannes Th. Eschen, Hans-Helmut Decker-Voigt und Ole Teichmann, zum anderen über ihre eigene Mitwirkung an der ersten Musiktherapieausbildung in Deutschland, dem Mentorenkurs Musiktherapie Herdecke (1978–1980), an dem die Analytische Musiktherapie zusammen mit der Nordoff-Robbins Musiktherapie gelehrt wurde. Ihre dort in englischer Sprache gehaltenen Vorlesungen wurde später übersetzt und erschienen auch in Deutschland als Buch. Auch an der Musiktherapieausbildung der Hochschule für Musik und Theater Hamburg war sie in den ersten Jahren beteiligt. Auch in anderen Ländern etablierte sich die psychoanalytische Ausrichtung der Musiktherapie über ihre Schülerinnen, wie z. B. Colleen Purdon in Kanada, Benedikte Scheiby in den USA und Inge Nygaard-Petersen in Dänemark.
Ihr 1982 in deutscher Sprache erschienenes Buch Musiktherapeutische Erfahrungen wurde in dem Überblickswerk Literaturkompass Musiktherapie als „großes Werk der Musiktherapie“ aufgenommen, welches insbesondere für die analytische Orientierung in der Musiktherapie grundlegend war, auch für die deutschsprachige Musiktherapie und ihre Entwicklung.

## Veröffentlichungen in deutscher Sprache
- Musiktherapeutische Erfahrungen. Grundlagen und Praxis. G. Fischer-Verlag, Stuttgart 1982, ISBN 3-437-10754-2.
- Analytische Musiktherapie. Vorlesungen am Gemeinschaftskrankenhaus Herdecke. Klett-Cotta-Verlag, Stuttgart 1983, ISBN 3-608-95186-5.